# Matthew Barney
Pour les articles homonymes, voir Barney.
 (avril 2022).
Si vous disposez d'ouvrages ou d'articles de référence ou si vous connaissez des sites web de qualité traitant du thème abordé ici, merci de compléter l'article en donnant les références utiles à sa vérifiabilité et en les liant à la section « Notes et références ».
Matthew Barney est un artiste américain né le 25 mars 1967 à San Francisco. Travaillant avec le dessin, la photographie, le film, les installations vidéos et la sculpture, il est rapidement devenu une figure importante de l'art contemporain.

## Biographie
Joueur de football américain accompli dans son lycée de l'Idaho, il découvre l'art et les musées lors de visites à sa mère divorcée à New York.
Il fait des études de médecine et, diplômé de Yale en 1991, il débute dans le milieu de l'art par l'entremise de la galeriste Barbara Gladstone et connaît rapidement le succès.
Il vit un temps avec la chanteuse islandaise Björk, avec qui il a une fille, Isadora, née en 2002. Ils se séparent en 2013, d'après Björk. Il vit et travaille à New York.
Matthew Barney est le lauréat du Prix Europa 2000 du meilleur jeune artiste (doté de 25 millions de lires) à la 45e Biennale de Venise en 1993. En 1996, il est le premier bénéficiaire du Prix Hugo Boss, attribué par la fondation Guggenheim.

## Son œuvre
Ses premières œuvres s'inscrivent dans le droit-fil du body art et à partir de 1994, il fait appel à l'installation, au dessin, à la photographie, à la performance et à la vidéo.
Connu pour son cycle de cinq films, Cremaster réalisés de 1994 à 2002, dans lesquels il met en scène de manière surréaliste des danseuses, le Chrysler Building, des pilotes automobiles, etc., et s'interroge sur la non-différenciation des sexes, les cyborgs une humanité mutante. Ces cinq films sont prédominés par l'utilisation de matières malléables comme le plastique, la résine, la cire. Cremaster est le nom du muscle qui, contractant les testicules sous l’effet du froid ou de la peur, protège les spermatozoïdes des variations de température. Il faut noter que la numérotation des films ne suit pas l'ordre chronologique.
Sa dernière œuvre, intitulée Drawing Restraint 9, est sortie au printemps 2006. Matthew Barney et sa compagne de l'époque, la chanteuse islandaise Björk, sont les deux acteurs principaux du film, se déroulant sur un baleinier au Japon. Björk en a également composé la bande originale.

## Œuvres
- 1994 : Cremaster 4
- 1995 : Cremaster 1
- 1997 : Cremaster 5
- 1999 : Cremaster 2
- 2002 : Cremaster 3
- 2003 : The Order
- 2006 : Drawing Restraint 9
- 2006 : Destricted - segment Hoist